# 椎葉村
椎葉村（日语：／ Shiiba son */?）是位於日本宮崎縣西北部的村莊，也是日本最美麗的村莊聯盟的一員。全村地處九州山地內，大部分區域都位於九州中央山地國定公園的範圍内。當地的可耕種地不多，為了開闢可供農耕的區域，村內至今仍會使用傳統的刀耕火種來產生適合耕種的田地，也是日本僅存繼續使用刀耕火種傳統技術的地區。椎葉村與岐阜縣白川鄉和德島縣祖谷山村一同被列為日本三大秘境，當地也有流傳平家落人的傳說。
椎葉村大部分區域為耳川的流域，僅南部小部分區域屬於一瀨川和小丸川流域。村內有多座海拔高度超過1,000公尺的山峰，高達96%的區域為山林地，多數區域不適合居住。

## 人口
| 椎葉村人口分布圖 |                                               |  |
| 椎葉村與日本全國年齡別人口分布比較圖 （2005年資料） | 椎葉村的年齡、男女別人口分布圖 （2005年資料） |  |
| ■紫色是椎葉村 ■綠色是全国 | ■藍色是男性 ■紅色是女性                       |  |
| 椎葉村人口變化 \| 1970年 \| 7,616人 \| \| \| 1975年 \| 6,267人 \| \| \| 1980年 \| 5,478人 \| \| \| 1985年 \| 5,131人 \| \| \| 1990年 \| 4,611人 \| \| \| 1995年 \| 4,160人 \| \| \| 2000年 \| 3,769人 \| \| \| 2005年 \| 3,478人 \| \| \| 2010年 \| 3,092人 \| \| \| 2015年 \| 2,808人 \| \| \| 2020年 \| 2,503人 \| \| |                                               |  |
| 資料來源：日本總務省統計中心提供之人口普查數據 |                                               |  |
| 1970年 | 7,616人                                       |  |
| 1975年 | 6,267人                                       |  |
| 1980年 | 5,478人                                       |  |
| 1985年 | 5,131人                                       |  |
| 1990年 | 4,611人                                       |  |
| 1995年 | 4,160人                                       |  |
| 2000年 | 3,769人                                       |  |
| 2005年 | 3,478人                                       |  |
| 2010年 | 3,092人                                       |  |
| 2015年 | 2,808人                                       |  |
| 2020年 | 2,503人                                       |  |

## 歷史
現在的椎葉村轄區在令制國時代屬於日向國臼杵郡，傳說在1185年壇之浦之戰後，源赖朝派遣那須宗久追擊敗逃的平家一門，那須宗久追到椎葉此地後，發現逃至此的平家族人已經放棄對抗，那須宗久因而也放過在椎葉生活的平家族人，甚至在此留下子嗣，那須氏一族在此的分支後來也成為長期統領此地的武士。
16世紀期間，那須氏在此建立向山城。在先後臣服於島津氏和德川家康後持續統治此地，直到江戶時代初期。由於那須氏內部的紛爭，在1619年被幕府收回並成為幕府直屬的天領。1656年改委託人吉藩代為管理。
19世紀末明治維新後，曾先後被新政府劃入新設立的富高縣和日田縣，1871年第一次府縣整併後被劃入美美津縣，1873年再隨美美津縣一同被整併至宮崎縣；此後在1876年的第二次府縣整併中一度又隨著宮崎縣被併入鹿兒島縣，直到1883年後重新恢復設立宮崎縣後，才再次隸屬宮崎縣。
1884年臼杵郡被分割為東臼杵郡和西臼杵郡後隸屬西臼杵郡，1889年日本實施町村制設立椎葉村，椎葉村雖然在1949年改隸屬東臼杵郡，不過至今都未曾參與市町村合併，並一直維持「村」的層級至今。

## 交通
椎葉村主要的對外道路為沿著耳川所開闢的國道327號，往東可經諸塚村、美鄉町通往日向市；宮崎交通即沿著此條公路有開設客運路線可在日向市車站轉乘至椎葉村內，但車程約需兩個半小時。在椎葉村內區域，則有椎葉村營巴士可往返於各地區之間。

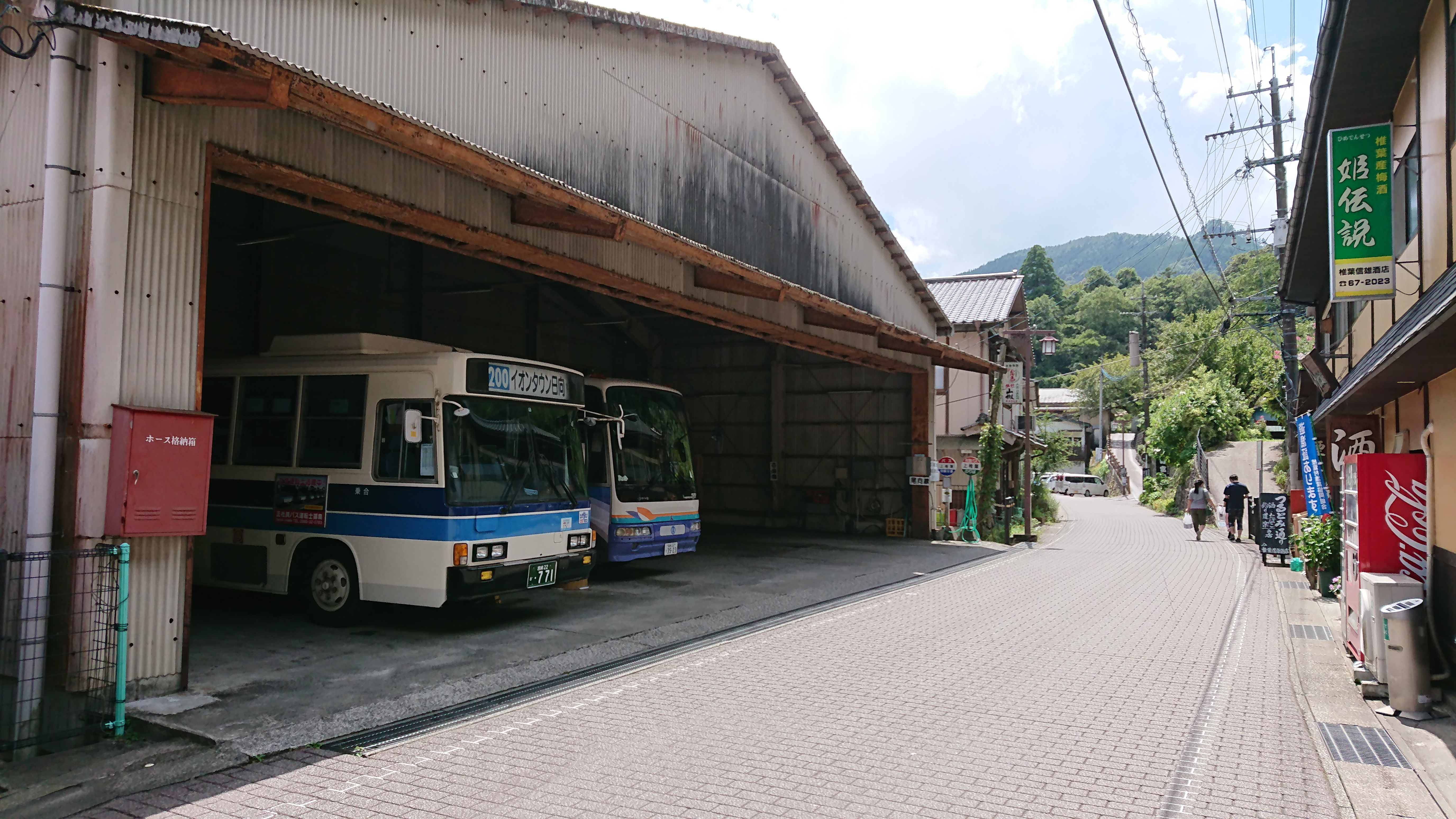
宮崎交通椎葉車庫，也是上椎葉巴士站的位置。

## 觀光資源
村內的大字下福良地區的椎葉村十根川聚落、大久保聚落及周邊的山林地，於1998年被列為重要傳統的建造物群保存地區。該區域的住宅建築由於位於斜坡上，利用了大樣的石垣作為地基，石垣也因而成為此區域的建築特色。
同樣在大字下福良地區的那須家住宅為建於19世紀末的民家建築，由於完整保存至今，現已被列為國家重要文化財產。在住宅旁的椎葉嚴島神社相傳建於12世紀由逃至此地的平家落人所建。
一旁的上椎葉水庫為1950年代所興建，為日本第一個霸高超過100公尺的水壩，水庫形成的湖泊被稱為「日向椎葉湖」，2005年被選入水庫湖百選。
椎葉本地的傳統神樂被稱為椎葉神樂，在1980年被列為國家無形民俗文化財產，1991年進一步被列為國家重要無形民俗文化財產。

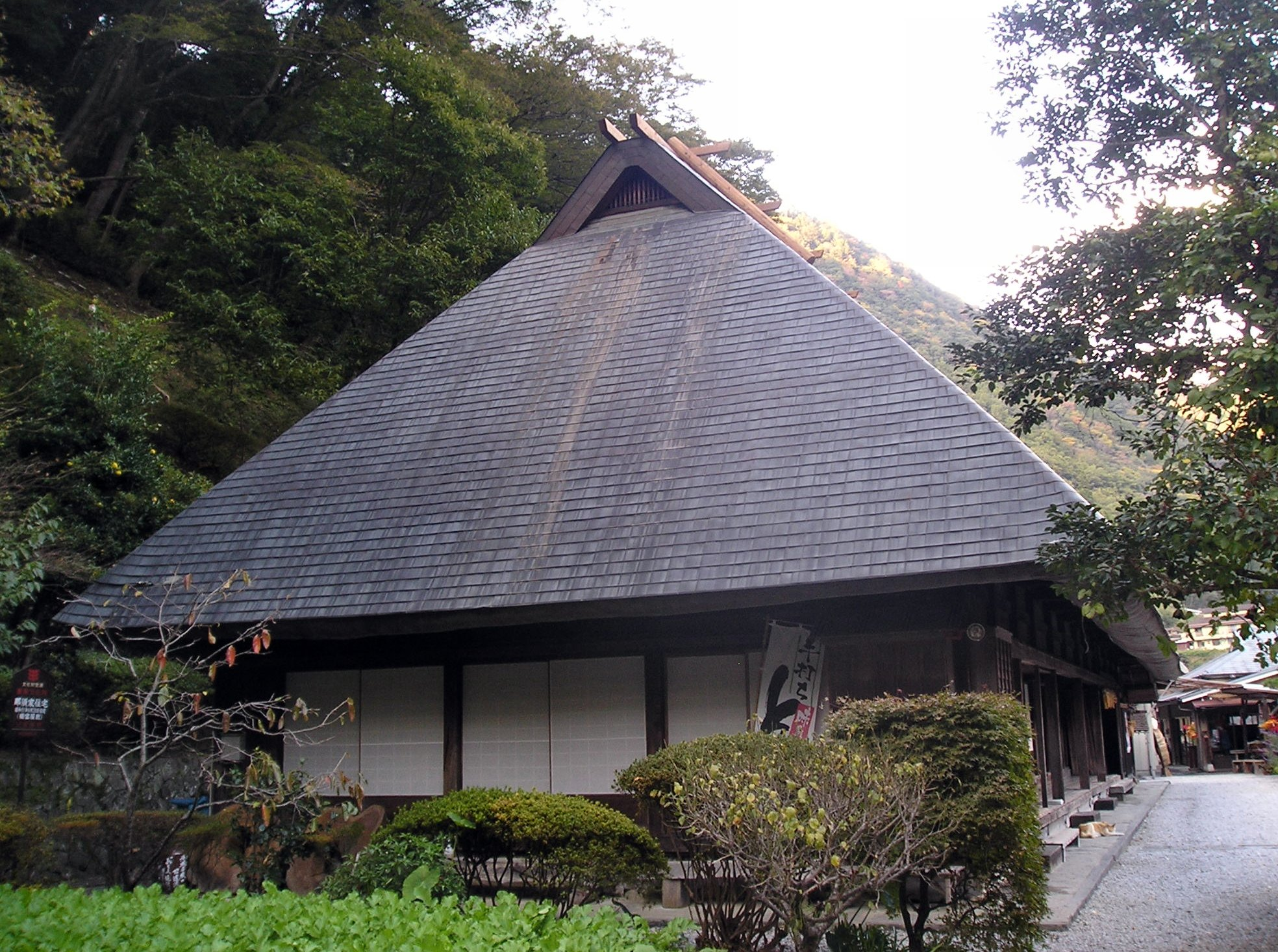
那須家住宅
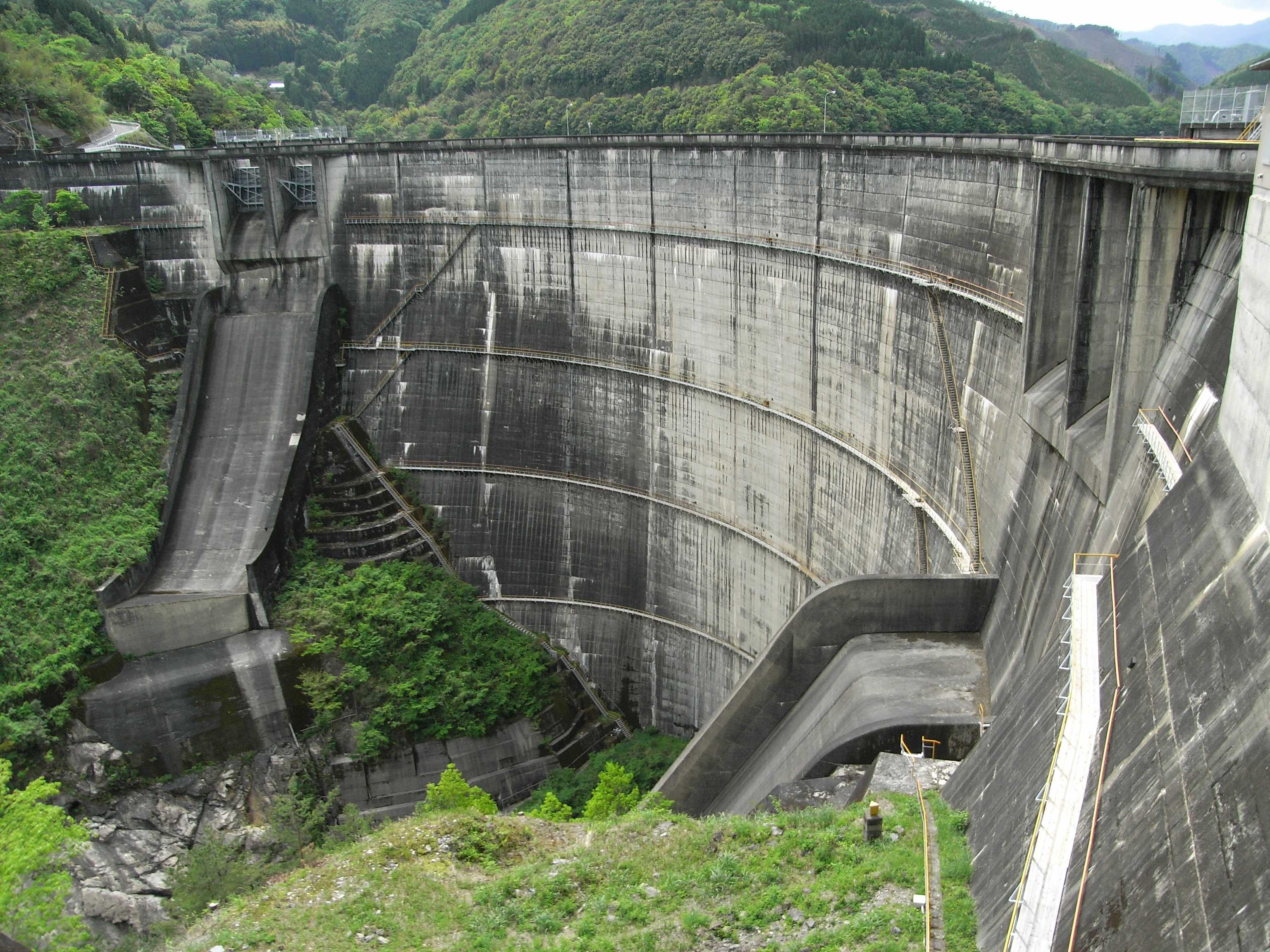
上椎葉水壩
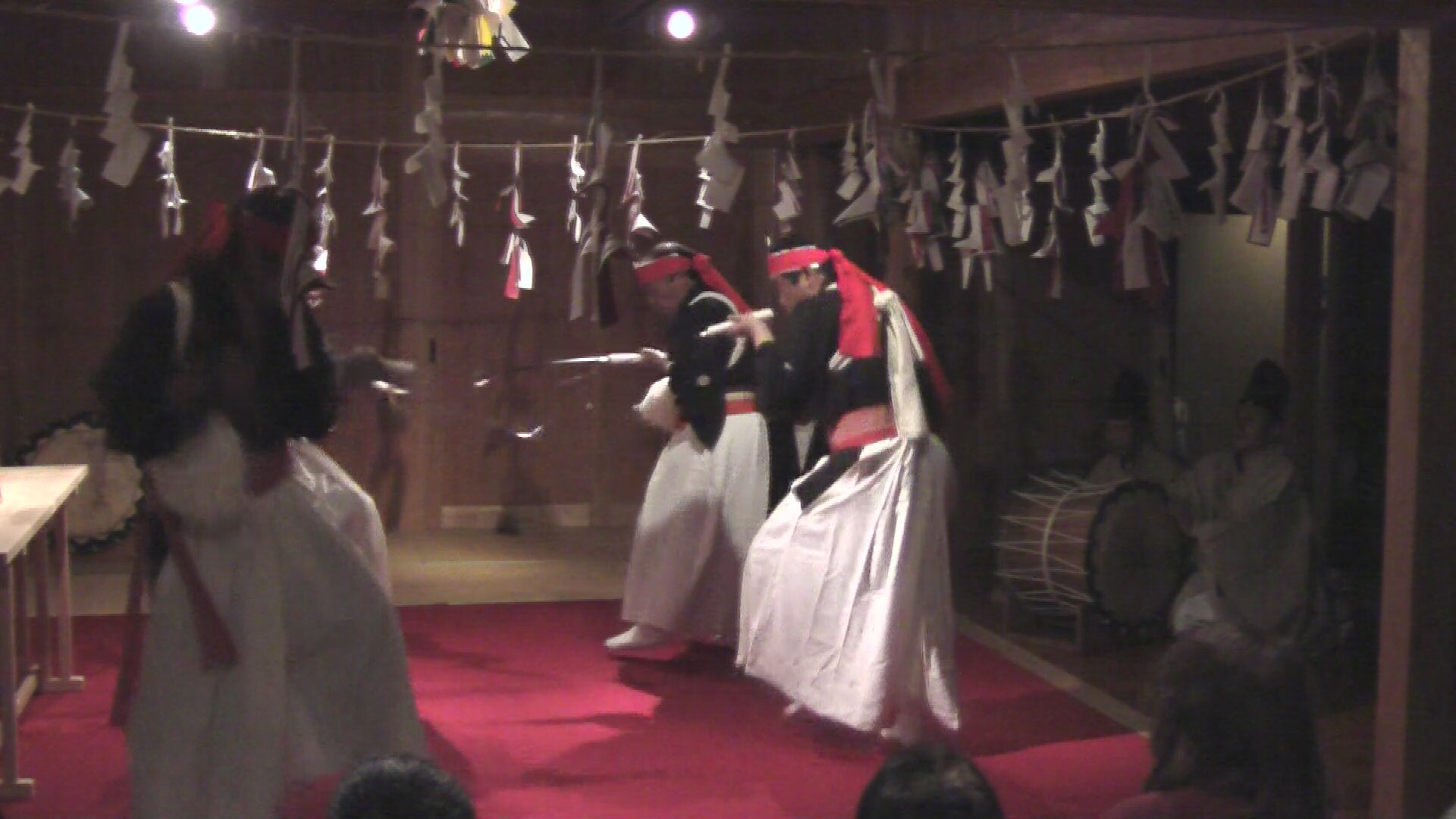
椎葉神樂

## 姊妹、友好都市

### 日本
- 三好市（德島縣）：椎葉村過去原本是與東祖谷山村締結為姊妹都市，東祖谷山村於2006年合併為三好市後，椎葉村與三好市繼續締結為姊妹都市。

## 外部連結
- （日語） 廣報椎葉的Facebook專頁
- （日語） YouTube上的椎葉村頻道
- （日語） 椎葉村觀光協會 （页面存档备份，存于）